# Palifermin
Palifermin, es vendido bajo la marca Kepivance, y es un medicamento utilizado para tratar la inflamación de la boca causada por la quimioterapia .  Se utiliza para los cánceres de la sangre que reciben dosis altas de quimioterapia como parte de un autotrasplante de células madre .  Este medicamento se administra mediante inyección en la vena.  No debe administrarse dentro de las 24 horas posteriores a la quimioterapia. 
Los efectos secundarios de este medicamento incluyen dolor en las articulaciones, entumecimiento, hinchazón, enrojecimiento e inflamación del páncreas ;  otras preocupaciones incluyen un mayor crecimiento de ciertos cánceres.  Es una forma fabricada de factor de crecimiento de queratinocitos .  
Este medicamento fue aprobado para uso médico en el 2004.  Si bien fue aprobado en Europa en 2005, esta aprobación fue retirada posteriormente.  El uso no está aprobado en Canadá a partir de 2021.  En los Estados Unidos, un ciclo de seis dosis cuesta alrededor de 17.700 dólares estadounidenses en 2021. 